# Alessandro Farnese (1545–1592)

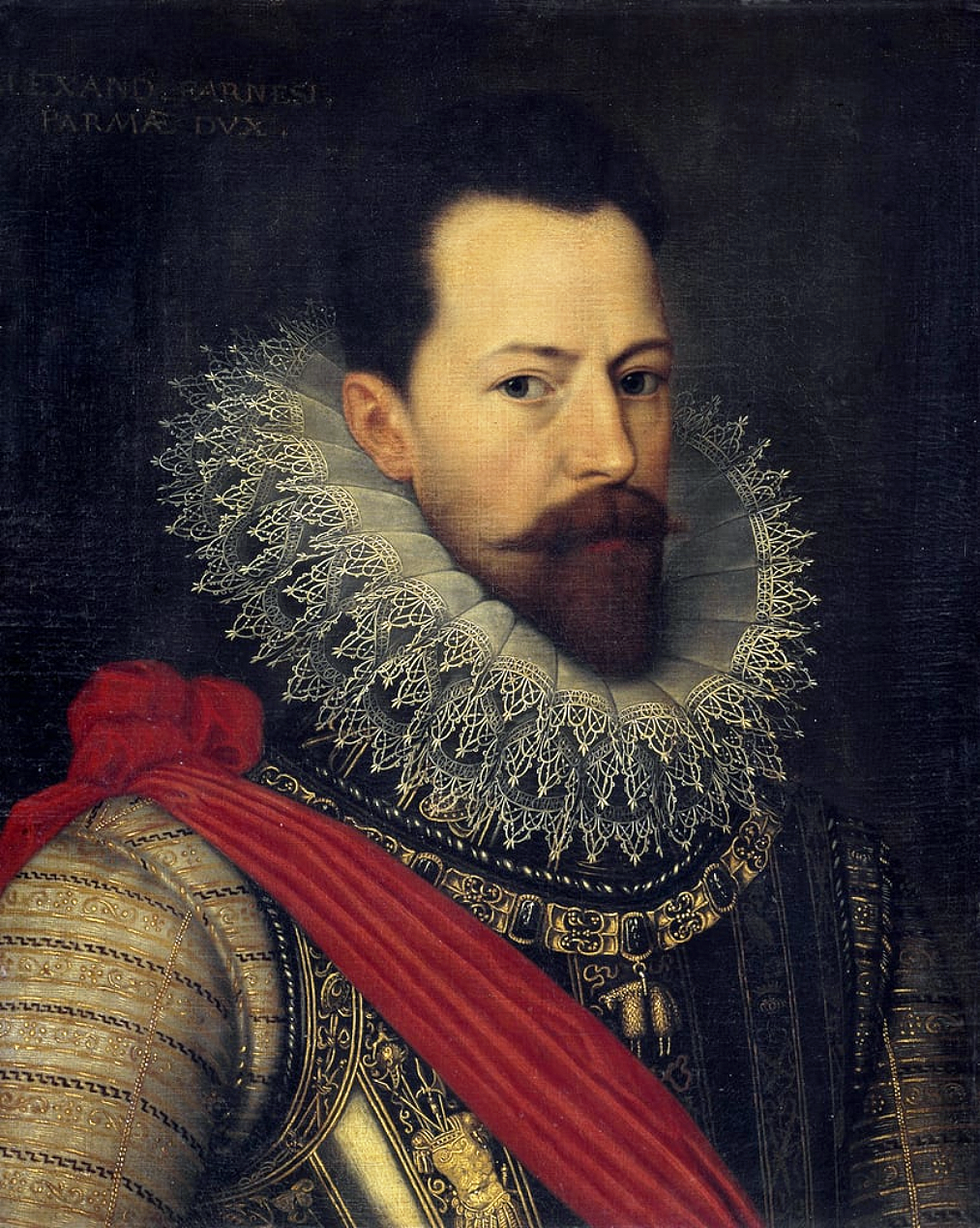
Otto van Veen, Alessandro Farnese, ca. 1585, Königliche Museen der Schönen Künste, Brüssel

Alexander Farnese (italienisch Alessandro Farnese, spanisch Alejandro Farnesio, französisch Alexandre Farnèse; * 27. August 1545 in Rom; † 3. Dezember 1592 in Arras) war von 15. September 1586 bis 3. Dezember 1592 Herzog von Parma und Piacenza, und auch von Castro, und von 1578 bis 1592 Statthalter der habsburgischen Niederlande sowie ein italienischer Feldherr und Diplomat in spanischen Diensten. Er gehörte dem in Parma und Piacenza regierenden herzoglichen Hause Farnese an.

## Herkunft

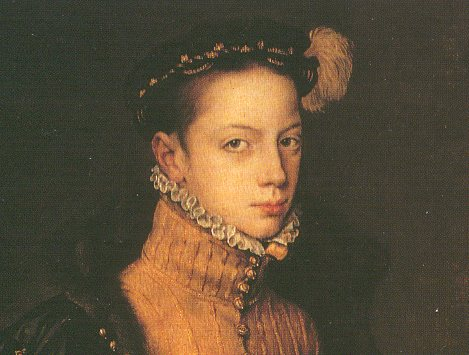
Anthonis Mor, Alessandro Farnese, 1557, Galleria nazionale di Parma, Ausschnitt

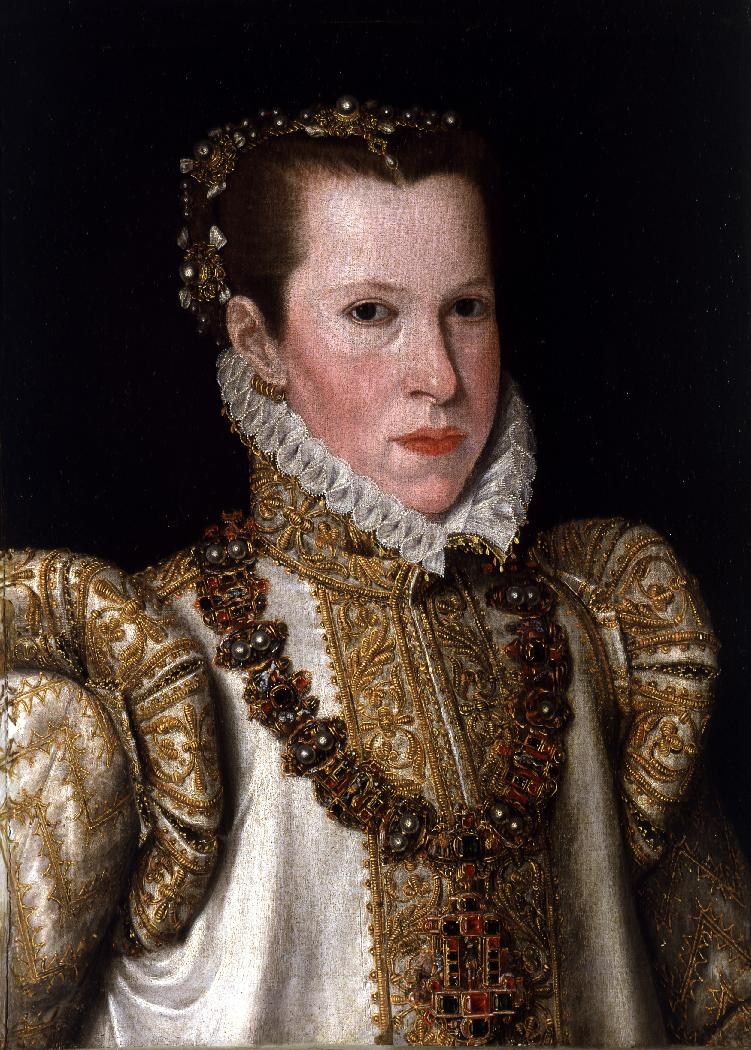
Maria von Portugal, Herzogin von Parma, um 1550

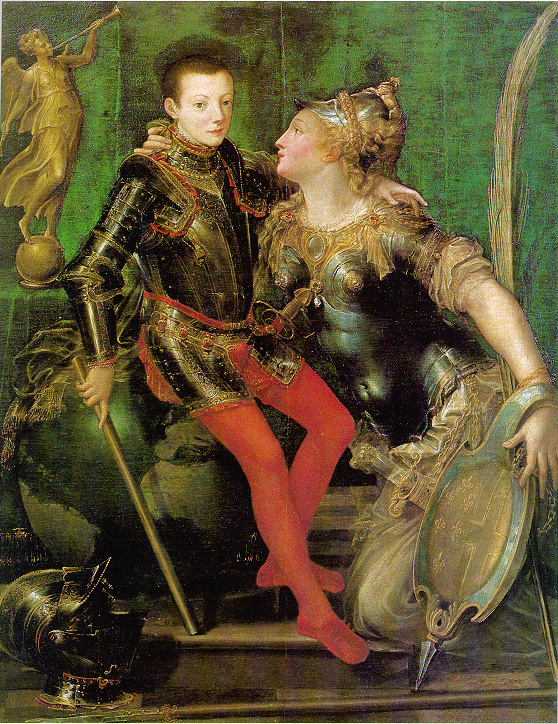
Allegorische Darstellung des jungen Alessandro in voller Rüstung von Girolamo Mazzola Bedoli

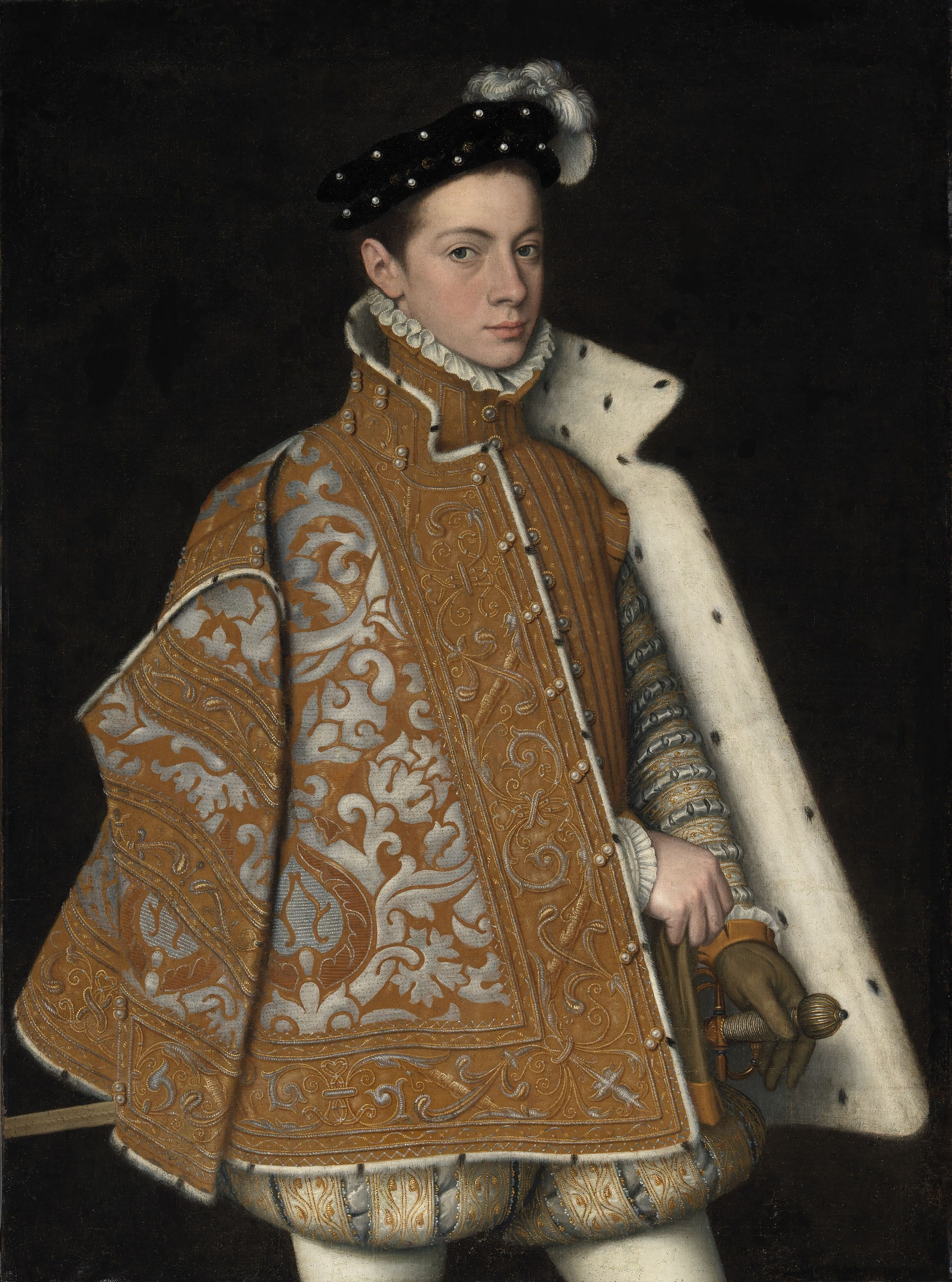
Sofonisba Anguissola, Alessandro Farnese, etwa 1560, National Gallery of Ireland

Er war der Sohn von Herzog Ottavio Farnese von Parma und Margarethe von Parma, der unehelichen Tochter des Kaisers Karl V., somit ein Neffe König Philipps II. von Spanien und von Don Juan de Austria. Er machte eine bedeutende militärische und diplomatische Karriere in Diensten Spaniens, sprach Italienisch, Spanisch, Lateinisch, Französisch und Niederländisch, kämpfte in der Schlacht von Lepanto (1571) und dann in den Niederlanden.
Alessandro Farnese wuchs in Spanien am Hof seines Onkels zusammen mit dem unglücklichen Don Carlos, seinem Vetter, und Don Juan de Austria, seinem Onkel, auf, die beide in seinem Alter waren; er begleitete seine Mutter nach Brüssel, als sie zur Statthalterin der habsburgischen Niederlande ernannt wurde, und feierte am 11. November 1565 in Brüssel seine Hochzeit mit Maria von Portugal (* 8. Dezember 1538; † 8. Juli 1577), Tochter von Prinz Eduard von Portugal (1515–1540) mit großem Prunk. Die Messe wurde vom Fürsterzbischof von Cambrai Maximilian de Berghes gehalten. Danach siedelte er nach Madrid über, wo er sieben Jahre verbrachte, bevor er die Gelegenheit bekam, sein bedeutendes militärisches Talent zu beweisen.

## Karriere
In diesen Jahren (Achtzigjähriger Krieg (1568–1648) zur Befreiung der Spanischen Niederlande) hatten sich sieben Provinzen der Niederlande, die 1581 die Republik der Sieben Vereinigten Provinzen gründen sollten, gegen die spanische Herrschaft erhoben. Don Juan, der als Generalgouverneur geschickt worden war, um die Ordnung wiederherzustellen, war am Talent und Einfluss Wilhelms I. von Oranien gescheitert, dem es gelungen war, alle Provinzen im Widerstand gegen die zivile und religiöse Tyrannei Philipps zu einigen. Im Herbst 1577 wurde Alessandro an der Spitze von Verstärkungstruppen ausgesandt, um Don Juan zu unterstützen, und es ist vor allem seiner Entscheidungskraft in einem kritischen Moment zu verdanken, dass die Schlacht bei Gemblours 1578 gewonnen wurde. Kurze Zeit später starb Don Juan, dessen Gesundheit nie die beste war, und Alessandro Farnese wurde zu seinem Nachfolger als Statthalter der Niederlande ernannt.
Er sah sich enormen Schwierigkeiten gegenüber, zeigte sich der Herausforderung aber gewachsen. Als Militär war er keinem Zeitgenossen unterlegen, als gewandter Diplomat war er Wilhelm I. ein ebenbürtiger Gegner, als Politiker war er – wie die meisten der führenden Staatsmänner der Zeit – gewissenlos genug, alle Mittel anzuwenden, wenn sie denn nur zum Ziel führten. Er erkannte, dass Risse und Eifersüchteleien in der Führung seiner Gegner existierten, zwischen Katholiken und Protestanten, Flamen und Wallonen, und setzte Überzeugungskraft und Bestechung ein, um die wachsende Zwietracht zu verstärken und die wallonischen Provinzen wieder unter die Herrschaft des Königs zu bringen. In der Union von Arras sicherte er sich im Januar 1579 die Unterstützung des unzufriedenen katholischen Adels des Südens. Die Antwort war die Gründung der Utrechter Union einige Wochen später, in der sich die sieben Nordprovinzen zum Widerstand gegen die spanische Krone zusammenschlossen. Die Südprovinzen unterzeichneten im Mai 1579 den Frieden von Arras, in welchem sie die Herrschaft Spaniens anerkannten. 1581 erklärte die Utrechter Union im Plakkaat van Verlatinghe die Sezession von der spanischen Krone und Philipp II. als Landesherrn für abgesetzt.
Farnese hatte im Hennegau und Artois eine sichere Operationsbasis gewonnen und ging nun daran, Brabant und Flandern zurückzuerobern. Stadt auf Stadt fiel in seine Hand, Tournai, Maastricht, Breda, Brügge und Gent öffneten ihm ihre Tore, und schließlich ging er zur Belagerung von Antwerpen über. Die Stadt war zur breiten Schelde hin offen, ansonsten stark befestigt, und sie wurde mit Entschiedenheit und Mut von den Bürgern verteidigt. Ihr Anführer war der berühmte Philips van Marnix, der von einem einfallsreichen italienischen Techniker namens Federigo Giambelli unterstützt wurde. Die Belagerung von Antwerpen begann 1584 und forderte das ganze militärische Genie Farneses heraus. Er schnitt Antwerpens Zugang von der Seeseite her ab, indem er eine Bootsbrücke über die Schelde von Calloo bis Oordam bauen ließ, was die Belagerten mit verzweifeltem Bemühen zu verhindern suchten. Am 15. August 1585 musste Antwerpen aufgeben. Zwar wurden günstige Bedingungen ausgehandelt, aber auch, dass alle Protestanten die Stadt binnen zwei Jahren zu verlassen hatten. Mit dem Fall Antwerpens (Mechelen und Brüssel waren schon in der Hand Farneses) waren die gesamten südlichen Niederlande wieder unter spanische Herrschaft gebracht. Später eroberte er Geldern und Groningen. Holland und Zeeland hingegen, deren geographische Lage einen Zugang nur über Wasser ermöglichte, waren durch den Mut und die Erfahrung ihrer seefahrenden Bevölkerung und die Hilfe von Königin Elisabeth I. geschickter englischer Truppen in der Lage, dem weiteren Vormarsch zu widerstehen.
1586 wurde Alexander Farnese nach dem Tod seines Vaters Herzog von Parma und Piacenza. Er bat um die Erlaubnis, sein väterliches Erbe besuchen zu dürfen, wurde aber von Philipp abschlägig beschieden, da er ihn in den Niederlanden nicht ersetzen konnte. Und obwohl er ihn im Kommando über die Armee behielt, gab er ihm auch nicht die Erlaubnis, sie für eine Eroberung Englands einzusetzen, für die Farnese zeitweise glaubte, mit 30.000 Soldaten auszukommen, ohne Unterstützung von See her, aber bauend auf einen Aufstand der einheimischen katholischen Bevölkerungsteile. Philipp wies ihn zurück, begann aber selbst damit, die Spanische Armada zusammenzustellen und befahl Farnese, selbst gegen Oostende und Sluis vorzurücken. Sluis fiel im August 1587, die Armada erreichte den Ärmelkanal ein Jahr später. Nach dem Untergang der Armada verließ Farnese im September 1588 das Feldlager, das er bei Dünkirchen aufgeschlagen hatte.
Im Jahr darauf war Farnese wieder in den Niederlanden, wurde aber nach der Ermordung des französischen Königs Heinrich III. am 23. Dezember 1589 nach Frankreich beordert. Er kämpfte hier ab 1590 in Unterstützung der katholischen Opposition gegen Heinrich IV. (darunter bei der Belagerung von Paris (1590) und der Belagerung von Rouen (1591)), bis er 1592 in Arras starb.

## Ehe und Nachkommen
Alessandro Farnese heiratete am 11. November 1565 in Brüssel Maria Infantin von Portugal (* 8. Dezember 1538; † 8. Juli 1577), eine Tochter des Infanten Duarte de Portugal, 4. Herzog von Guimarães (* Lissabon 7. September 1515; † Lissabon 20. Oktober 1540, begraben in Belem), seit 1537 3. Herzog von Guimaraes und der Isabella von Portugal-Bragança; Herzogin von Guimaraes.
Sie hatten drei Kinder:
- Margherita Farnese (* 7. November 1567, † 13. April 1643) ⚭ 1581, geschieden 1582, Vincenzo I. Gonzaga (1562–1612), Herzog von Mantua
- Ranuccio I. Farnese (1569–1622), Herzog von Parma 1592
- Odoardo Farnese (* 8. Dezember 1573, † 21. Februar 1626), 1591 Kardinal